# Méba-Mickaël Zeze
Méba-Mickaël Zeze (Saint-Aubin-lès-Elbeuf, 19 de mayo de 1994) es un deportista francés que compite en atletismo, especialista en las carreras de relevos. Su hermano Ryan compite en el mismo deporte.
Ganó dos medallas de plata en el Campeonato Europeo de Atletismo, en los años 2016 y 2022, y una medalla de bronce en los Relevos Mundiales 2024.

## Palmarés internacional
| Campeonato Europeo | Campeonato Europeo       | Campeonato Europeo | Campeonato Europeo |
| Año                | Lugar                    | Medalla            | Prueba             |
| ------------------ | ------------------------ | ------------------ | ------------------ |
| 2016               | Ámsterdam (Países Bajos) | Medalla de plata   | 4 × 100 m          |
| 2022               | Múnich (Alemania)        | Medalla de plata   | 4 × 100 m          |
| Relevos Mundiales  |                          |                    |                    |
| Año                | Lugar                    | Medalla            | Prueba             |
| 2024               | Nasáu (Bahamas)          | Medalla de bronce  | 4 × 100 m          |